# Alexion
Alexion a fost un medic antic, care a fost probabil (judecând după numele lui) un nativ din Grecia. A fost un prieten apropiat al lui Cicero. Cicero îi lăuda priceperea sa medicală, și a deplâns profund moartea sa subită în 44 î.Hr..